# قرارداد (فیلم ۱۹۸۰)
قرارداد (لهستانی: Kontrakt) یک تله‌فیلم کمدی لهستانی به کارگردانی کشیشتف زانوسی است که در سال ۱۹۸۰ منتشر شد.

## گزیدهٔ بازیگران
- تادئوش اومنیتسکی
- کشیشتف کلبرگر
- مایا کوموروفسکا
- لزلی کارون
- بئاتا تیشکیه‌ویچ
- یانوش گایوس
- زوفیا مروزوفسکا
- نینا آندریچ
- ادوارد لینده-لوباشنکو
- ایگناتسی ماخوفسکی
- بوژنا دیکل
- لائورا وونچ
- لیلیانا کوموروفسکا
- آندژی پیچنسکی
- ویکتور زبوروفسکی
- ائوگنیوش پریویژینسف
- ماچئی روباکیویچ